# Liste der Baudenkmale in Spreenhagen
In der Liste der Baudenkmale in Spreenhagen sind alle Baudenkmale der brandenburgischen Gemeinde Spreenhagen und ihrer Ortsteile aufgelistet. Grundlage ist die Veröffentlichung der Landesdenkmalliste mit dem Stand vom 31. Dezember 2021. Die Bodendenkmale sind in der Liste der Bodendenkmale in Spreenhagen aufgeführt.

## Baudenkmale in den Ortsteilen
In den Spalten befinden sich folgende Informationen:
- ID-Nr.: Die Nummer wird vom Brandenburgischen Landesamt für Denkmalpflege vergeben. Ein Link hinter der Nummer führt zum Eintrag über das Denkmal in der Denkmaldatenbank. In dieser Spalte kann sich zusätzlich das Wort Wikidata befinden, der entsprechende Link führt zu Angaben zu diesem Denkmal bei Wikidata.
- Lage: die Adresse des Denkmales und die geographischen Koordinaten. Link zu einem Kartenansichtstool, um Koordinaten zu setzen. In der Kartenansicht sind Denkmale ohne Koordinaten mit einem roten beziehungsweise orangen Marker dargestellt und können in der Karte gesetzt werden. Denkmale ohne Bild sind mit einem blauen bzw. roten Marker gekennzeichnet, Denkmale mit Bild mit einem grünen beziehungsweise orangen Marker.
- Bezeichnung: Bezeichnung in den offiziellen Listen des Brandenburgischen Landesamtes für Denkmalpflege. Ein Link hinter der Bezeichnung führt zum Wikipedia-Artikel über das Denkmal.
- Beschreibung: die Beschreibung des Denkmales
- Bild: ein Bild des Denkmales und gegebenenfalls einen Link zu weiteren Fotos des Baudenkmals im Medienarchiv Wikimedia Commons

### Hartmannsdorf
| ID-Nr.   | Lage   | Bezeichnung                                                                | Beschreibung | Bild           |
| -------- | ------ | -------------------------------------------------------------------------- | ------------ | -------------- |
| 09115522 | (Lage) | Gedenkstein für die 1945 durch die SS ermordeten Bürger, auf dem Dorfplatz |              | weitere Bilder |

### Lebbin
| ID-Nr.   | Lage             | Bezeichnung | Beschreibung | Bild           |
| -------- | ---------------- | ----------- | ------------ | -------------- |
| 09115327 | Lebbin 29 (Lage) | Bauernhaus  |              | weitere Bilder |

### Markgrafpieske
| ID-Nr.   | Lage                                | Bezeichnung | Beschreibung | Bild           |
| -------- | ----------------------------------- | ----------- | --- | -------------- |
| 09115326 | östlich der Dickdamm-Brücke ()      | Gedenkstein | Bewidmet Otto Schulz, einem in königlichen Diensten stehenden Förster, der am 22. Juli 1892 einem Wilddieb zu Opfer fiel. | Gedenkstein    |
| 09115325 | Markgrafenstraße (Lage)             | Kirche      | Die evangelische Kirche wurde von 1896 bis 1898 erbaut. Die Innenausstattung stammt aus der Bauzeit. Zu der Kirche gehört ein Triptychon aus der Zeit um 1530 und ist ein Werk der Cranach-Schule, das sich als Dauerleihgabe im Dommuseum in Brandenburg befindet. | weitere Bilder |
| 09116134 | Markgrafenstraße, Langendamm (Lage) | Wegweiser   | An der Markgrafenstraße/Langendamm: aus Sandstein gefertigt. Datiert auf 1860/1872. | Wegweiser      |

### Spreenhagen
| ID-Nr.                           | Lage                      | Bezeichnung | Beschreibung | Bild           |
| -------------------------------- | ------------------------- | ----------- | --- | -------------- |
| 09115202                         | Alte Dorfstraße 10 (Lage) | Dorfkirche  | Die evangelische Dorfkirche wurde im Jahre 1855 erbaut. Sie ist im Rundbogenstil der Schule von Schinkel erbaut. In den Jahren 1901 bis 1903 wurde die Kirche durch einen neugotischen Anbau erweitert. Das Innere stammt aus dieser Zeit. | weitere Bilder |
| 09115989 Teilobjekt zu: 09115202 | Alte Dorfstraße 10 (Lage) | Orgel       | | BW             |